# ビニルビタール
ビニルビタール(Vinylbital)またはブチルビタール(Butylvinal)は、バルビツール酸系の鎮静剤、睡眠薬である。1950年代にAktieboleget Pharmaciaにより開発された。